# Giovanni Battista Ruoppolo

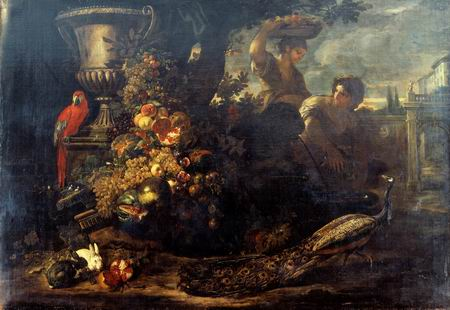
Giovanni Battista Ruopplo, Naturaleza muerta (1650).

Giovanni Battista Ruoppolo (Nápoles, 1629-Nápoles, 1693) fue un pintor italiano del barroco discípulo de Paolo Porpora (1617-1673). Se especializó en naturalezas muertas, alcanzando gran éxito con sus obras que eran muy solicitadas en el mercado del arte, siendo reconocido como uno de los mejores artistas de Nápoles en la segunda mitad del siglo XVII. Uno de sus mecenas fue Ferdinando Vandeneynden, banquero flamenco afincado en Nápoles.
Sus obras de juventud poseen un característico tenebrismo que recuerda a Caravaggio, más adelante su estilo evolucionó, aproximándose a un barroquismo más elaborado y decorativo.
Su hermano Carlo Ruoppolo fue también pintor, al igual que su sobrino Giuseppe Ruoppolo. Además tuvo como discípulo o seguidor de su estilo a Andrea Belvedere. A veces se han producido confusiones en las atribuciones de sus obras con el artista Giovanni Battista Recco que posee las mismas iniciales GBR.
Instituciones españolas conservan obras de Ruoppolo, como el Museo Cerralbo (Bodegón al aire libre con frutas, flores y verduras), el Museo de Bellas Artes de Sevilla (Bodegón con uvas y manzanas), o la Real Academia de Bellas Artes de San Fernando (dos atribuidos Bodegones de frutas, procedentes de la colección de Manuel Godoy).